# روسبانک
روسبانک (انگلیسی: Rosbank) شرکت خدمات مالی و بانکداری روس است، که در سال ۱۹۹۳ تأسیس شد.